# 克卜勒1647b
克卜勒1647b（Kepler-1647b，有時也寫為Kepler-1647(AB)-b代表它是系統中的次要成員星，或者可稱為KOI-2939.01）是一顆環繞聯星克卜勒1647的環聯星太陽系外行星，距離地球約3,700光年（1,100秒差距），在天球上位於天鵝座。該行星於2016年6月13日美國天文學會於加州聖地牙哥的會議上宣布發現。天文學家以凌日法發現它，並且觀測資料顯示該行星先使聯星中的主星光度下降，再使伴星光度下降。克卜勒1647b的首次凌星紀錄觀測於2012年，但當時只是單一事件，無法排除誤差或確認它是行星。之後天文學家分析克卜勒太空望遠鏡觀測資料的光變曲線，才確認了克卜勒1647b的凌星現象。

## 特徵

### 質量與軌道
克卜勒1647b是一顆體積與木星約略相等的氣體巨行星，軌道週期1107日。克卜勒1647b是至今以凌日法確認的系外行星之中凌星週期最長的。它也是已知體積最大的環聯星運轉行星。它的質量大約是地球的483±206倍，或1.52±0.65倍木星質量。

### 母恆星
該聯星系統克卜勒1647（Kepler-1647，或稱為2MASS J19523602+4039222, KOI-2939 and  KIC 5473556）中的主星克卜勒1647A（Kepler-1647 A）的質量為太陽的1.22倍，半徑則為太陽的1.79倍，表面溫度6210 ± 100 K；而太陽的表面溫度則是5778 K。該聯星系統的年齡估計約44億年，比太陽年輕2億年。而伴星克卜勒1647B（Kepler-1647 B）的質量、半徑與表面溫度至今不明。
克卜勒1647的絕對星等至今仍不明。

## 適居性
克卜勒1647b位於該聯星系統的適居帶內。因為克卜勒1647b是氣體巨行星，因此在該行星上生命存在的可能性不高。但在它周圍假設存在的巨大衛星則可能適合生命存在。不過，巨大衛星不常在氣體巨行星周圍經由吸积形成。這類衛星較可能是被捕獲的天體；例如一顆通過氣體巨行星周圍的原行星因為落入巨行星的重力場而成為衛星。

## 外部連結
- Kepler-1647b - NASA Exoplanet Archive（页面存档备份，存于）